# Rhinochelys cantabrigiensis
Espèce
Synonymes
- † R. jessoni[1]
- † R. cardiocephalus[1]
- † R. dayi[1]
- † R. eurycephalus[1]
- † R. platyrhinus[1]
- † R. rheporhinus[1]
- † R. sphenicephalus[1]

Rhinochelys cantabrigiensis est une espèce éteinte de tortues marines du Crétacé supérieur, découverte en Angleterre, dans les grès verts de la région de Cambridge.
Selon Hirayama, cette espèce est un synonyme plus récent de Rhinochelys pulchriceps.